# Alexandra Breckenridge
Alexandra Hetherington Breckenridge (ur. 15 maja 1982 w Bridgeport) – amerykańska aktorka, która wystąpiła m.in. w serialach Tacy jesteśmy i Żywe trupy.

## Filmografia

### Filmy
| Rok  | Tytuł                                   | Rola                | Uwagi                |
| ---- | --------------------------------------- | ------------------- | -------------------- |
| 2002 | Kwaśne pomarańcze                       | Anna                | nieuwzgl. w napisach |
| 2002 | Kłamstwo ma krótkie nogi                | Janie Shepherd      |                      |
| 2002 | Wishcraft                               | Kristie             |                      |
| 2002 | Vampire Clan                            | Charity Lynn Keesee |                      |
| 2002 | Slasher Flick                           | Laura               | krótkometr.          |
| 2003 | D.E.B.S.                                | Amy                 | krótkometr.          |
| 2005 | Rings                                   | Vanessa             | krótkometr.          |
| 2006 | Ona to on                               | Monique Valentine   |                      |
| 2006 | Jack Rabbit                             | Harley              | krótkometr.          |
| 2008 | The Art of Travel                       | Kate                |                      |
| 2009 | The Bridge to Nowhere                   | Sienna              |                      |
| 2011 | Darkest Hour                            | Alicia              | krótkometr.          |
| 2012 | Ticket Out                              | Jocelyn             |                      |
| 2014 | Other People’s Children                 | Ariel               |                      |
| 2015 | Always Watching: A Marble Hornets Story | Sara                |                      |
| 2015 | Dark                                    | Leah                |                      |
| 2015 | Zipper                                  | Christy             |                      |
| 2016 | Broken Vows                             | Debra               |                      |
| 2017 | Grown Ups                               | Carly               | krótkometr.          |

### Telewizja
| Rok        | Tytuł                              | Rola                          | Uwagi                 |
| ---------- | ---------------------------------- | ----------------------------- | --------------------- |
| 1998       | Even the Losers                    |                               | film TV               |
| 1999       | Locust Valley                      | Arden                         | film TV               |
| 2000       | Dawson's Creek                     | Kate Douglas                  | 1 odc.                |
| 2000       | Freaks and Geeks                   | Shelly Weaver                 | 1 odc.                |
| 2000       | Opposite Sex                       | Francise                      | 3 odc.                |
| 2001–2002  | Undeclared                         | Celeste; Prim and Proper Girl | 2 odc.                |
| 2002       | Czarodziejki                       | Michelle Miglis               | 1 odc.                |
| 2002       | Buffy: Postrach wampirów           | Kit Holburn                   | 1 odc.                |
| 2004       | Mystery Girl                       | Katie Hill                    | krótkometr.           |
| 2004       | CSI: Kryminalne zagadki Las Vegas  | Lisa 'Cleopatra' Hunt         | 1 odc.                |
| 2004       | JAG                                | Pia Bonfilio                  | 1 odc.                |
| 2005       | Murder Book                        | Sarah                         | film TV               |
| 2005       | Romy and Michele: In the Beginning | Michele Weinberger            | film TV               |
| 2005       | Medium                             | Isabel Galvan                 | 1 odc.                |
| 2005       | Sex, Love & Secrets                | Maddie Lyall                  | 1 odc.                |
| 2005–2018  | Family Guy                         | różne postacie                | głosy; 65 odc.        |
| 2006       | Amerykański tata                   | Girl                          | rola głosowa; 1 odc.  |
| 2007       | Świry                              | Betty                         | 1 odc.                |
| 2007–2008  | Dirt                               | Willa McPherson               | gł. rola              |
| 2008       | Cavalcade of Cartoon Comedy        | Peach                         | rola głosowa; 2 odc.  |
| 2008       | Lista ex                           | Vivian                        | gł. rola              |
| 2010       | Sons of Tucson                     | Gina                          | 2 odc.                |
| 2010       | Druga szansa                       | Abby Cassidy                  | 5 odc.                |
| 2011       | Cooper and Stone                   | Jenna Cooper                  | film TV               |
| 2011       | Franklin & Bash                    | Emily Claire                  | 1 odc.                |
| 2011       | Czysta krew                        | Katerina Pelham               | 4 odc.                |
| 2011; 2013 | American Horror Story              | młoda Moira O’Hara            | 6 odc. (Murder House) |
| 2011; 2013 | American Horror Story              | Kaylee                        | 2 odc. (Sabat)        |
| 2012       | Men at Work                        | Katelyn                       | 1 odc.                |
| 2013       | Save Me                            | Carly Brugano                 | gł. obsada; 7 odc.    |
| 2014       | Rake                               | Brooke                        | 1 odc.                |
| 2015–2016  | Żywe trupy                         | Jessie Anderson               | 11 odc.               |
| 2015       | Extant: Przetrwanie                | Zoe Grant                     | 1 odc.                |
| 2016       | Czysty geniusz                     | Margot Byer                   | 1 odc.                |
| od 2017    | Tacy jesteśmy                      | Sophie                        | rola drugopl.         |
| 2018       | Prawo i porządek: sekcja specjalna | Sarah Kent                    | 1 odc.                |
| 2018       | Christmas Around the Corner        | Claire                        | film TV               |
| od 2019    | Virgin River                       | Melinda Monroe                | gł. rola              |
| 2020       | Love in Store                      | Terrie Carpenter              | film TV               |